# Gustavo Solórzano Alfaro
Gustavo Solórzano Alfaro (Alajuela, 15 de enero de 1975) es un poeta, ensayista, editor y profesor costarricense. Es Premio Nacional Aquileo J Echeverría en el género de poesía.

## Biografía
Gustavo Solórzano Alfaro formó parte del Círculo de Escritores Costarricenses (fundado en los años sesenta por los poetas Jorge Debravo y Laureano Albán), desde 1993 hasta 1996, momento en que empezó a separarse estética e ideológicamente de los presupuestos del grupo. Realizó sus estudios de filología española en la Universidad de Costa Rica, donde también obtuvo una Maestría en literatura latinoamericana en el 2006.  Desde el año 1993 ha participado en recitales y actividades artísticas. En el año 2000 fundó y dirigió, junto con el escritor Mauricio Vargas Ortega, la revista de teoría y crítica literaria y de artes Fijezas, la cual buscaba un espacio de revisión y discusión académicas. Actualmente, es editor en la Editorial de la Universidad Estatal a Distancia (EUNED) y de la revista electrónica Las Malas Juntas.

## Obra
En el año 2007 fue parte de una polémica a raíz de la publicación de una antología de poesía costarricense contemporánea, Sostener la palabra, compilada por el también poeta Adriano Corrales Arias. Solórzano-Alfaro realiza una crítica a dicho texto, y a partir de ahí se generan una serie de reacciones y manifestaciones en Internet, en la cual se involucran otros escritores, y que llega a un debate público y en medios impresos entre ambos poetas.
Sus poemas y ensayos han aparecido en diversos medios escritos, tanto impresos como electrónicos en España, Italia,  Estados Unidos, México, El Salvador, Nicaragua, Venezuela, Perú y Costa Rica.

## Reconocimientos
En el 2003, Las fábulas del olvido fue escogido como Libro de Poesía del Año EUNED y en el 2007, su poema "Fecundidad" gana el Concurso Permanente de Poesía de la Revista Nacional de Cultura.

## Publicaciones
Poesía
- Del sudor de tus ojos (San José: Líneas Grises, 1994).
- Las fábulas del olvido (San José: EUNED, 2005).
- La múltiple forma del delirio (San José: EUCR, 2009).
- La condena (San José: EUNED, 2009).
- Inventarios mínimos (San José: EUNED, 2013).
- Nadie que esté feliz escribe (Santiago de Chile: Nadar Ediciones, 2017).
- La culpa (Santiago de Chile: Nadar Ediciones, 2023)

Ensayo
- La herida oculta. Del amor y la poesía. Una lectura del poema "Carta de creencia", de Octavio Paz (San José: EUNED, 2009).

Antologías
- Retratos de una generación imposible. Muestra de 10 poetas costarricenses y 21 años de su poesía (1990-2010) (San José: EUNED, 2010).

Artículos en revistas especializadas
- "Escritura femenina. Una lectura desde los estudios de género del poemario La mano suicida, de María Montero", en Comunicación  (enlace roto disponible en Internet Archive; véase el historial, la primera versión y la última)., enero-junio, año 32, vol. 20, n.º 1, Instituto Tecnológico de Costa Rica (ITCR), pp. 4-12, 2011.
- "La metáfora: realidad, lenguaje y poesía", en Espéculo, n.º 45, año XIV, julio-octubre, Universidad Complutense de Madrid, 2010.
- "Pillowbook. Del libro perdido de las imágenes o del sinuoso camino de la escritura", en El Invisible Anillo, n.º 7, Madrid, 2008, pp. 87-93.
- "La escritura y la búsqueda del origen", en Espiga, órgano oficial de la Escuela de Ciencias Sociales y Humanidades de la Universidad Estatal a Distancia, año VII, n.º 16-17, enero-diciembre de 2008, pp. 25-40.
- "Del amor y la poesía. Un acercamiento a la poética de Octavio Paz", en Revista de Filología y Lingüísitica de la Universidad de Costa Rica (enlace roto disponible en Internet Archive; véase el historial, la primera versión y la última)., vol. XXXII, n.º 2, julio-diciembre de 2006, pp. 121-137; en Espéculo, n.º 37, año XII, noviembre de 2007-febrero de 2008, Universidad Complutense de Madrid, 2007.